# یوسف علیرضا
یوسف علیرضا (به عربی: يوسف عليرضا) (زاده ۱۹۷۰) کارآفرین، بانکدار و مدیر ارشد اجرایی بحرینی است، که در حال حاضر به‌عنوان مدیر عامل اجرایی گروه نوبل فعالیت می‌کند.
گروه نوبل، یکی از بزرگترین شرکت‌های بازرگانی کالا در جهان است، که مالک شبکه‌ای از ۱۵۰ دفتر اداری در ۳۸ کشور جهان، با بیش از ۱۵٫۰۰۰ کارمند می‌باشد. این شرکت هنگ کنگی در سال ۲۰۱۲ درآمدی معادل ۹۴٫۴ میلیارد دلار داشت و در فهرست فورچون جهانی ۵۰۰ در رتبه ۹۱ از بزرگترین شرکت‌های جهان، قرار گرفت.
یوسف علیرضا دانش آموخته دانشگاه جرج‌تاون است. وی در سال ۱۹۹۲ به گلدمن ساکس پیوست، در سال ۲۰۰۴ به ریاست گلدمن ساکس آسیا منصوب شد و تا سال ۲۰۱۱ در عضویت این بانک بود. او در ماه آوریل ۲۰۱۲ به‌عنوان مدیرعامل گروه نوبل معرفی شد.